# Diplectrona modesta
Diplectrona modesta is een schietmot uit de familie Hydropsychidae. De soort komt voor in het Nearctisch gebied.